# Gounté Bewina
Gounté Bewina est un village du Cameroun situé dans la région de l’Est, le département de Lom-et-Djérem et la commune de Ngoura.

## Population
Selon le recensement de 2005, le village comptait 719 habitants, dont 343 hommes et 376 femmes.